# Rime Crests
Rime Crests är en bergstopp i Antarktis. Den ligger i Sydorkneyöarna. Argentina och Storbritannien gör anspråk på området. Toppen på Rime Crests är 1 091 meter över havet, eller 113 meter över den omgivande terrängen. Bredden vid basen är 2,0 km. Rime Crests ligger på ön Coronation Island.
Terrängen runt Rime Crests är varierad. Havet är nära Rime Crests söderut. Trakten är obefolkad. Det finns inga samhällen i närheten. 